# شهرستان مرانگووو
شهرستان مرانگووو (به لهستانی: Powiat Mrągowo) یک شهرستان در لهستان است که در استان وارمی-ماسوری واقع شده‌است. شهرستان مرانگووو ۱٬۰۶۵٫۲۳ کیلومتر مربع مساحت و ۵۰٬۰۸۷ نفر جمعیت دارد.